# Јуникорнси Швебиш Хал
Јуникорнси Швебиш Хал (енгл. Schwäbisch Hall Unicorns) су немачки клуб америчког фудбала из Швебиш Хала. Основани су 1983. године и своје утакмице играју на стадиону Оптима Спортпарк. Тренутно се такмиче у Првој лиги Немачке. Били су прваци државе 2011, 2012, 2017. и 2018. године.